# Verkehrsbetriebe Luzern
La Verkehrsbetriebe Luzern (VBL) – già nota, prima del 1942, come Trambahn Luzern (TrL) e, prima del 2001, come Verkehrsbetriebe der Stadt Luzern – è l'azienda svizzera che svolge il servizio di trasporto pubblico autofiloviario nella città di Lucerna e nei comuni limitrofi.

## Storia

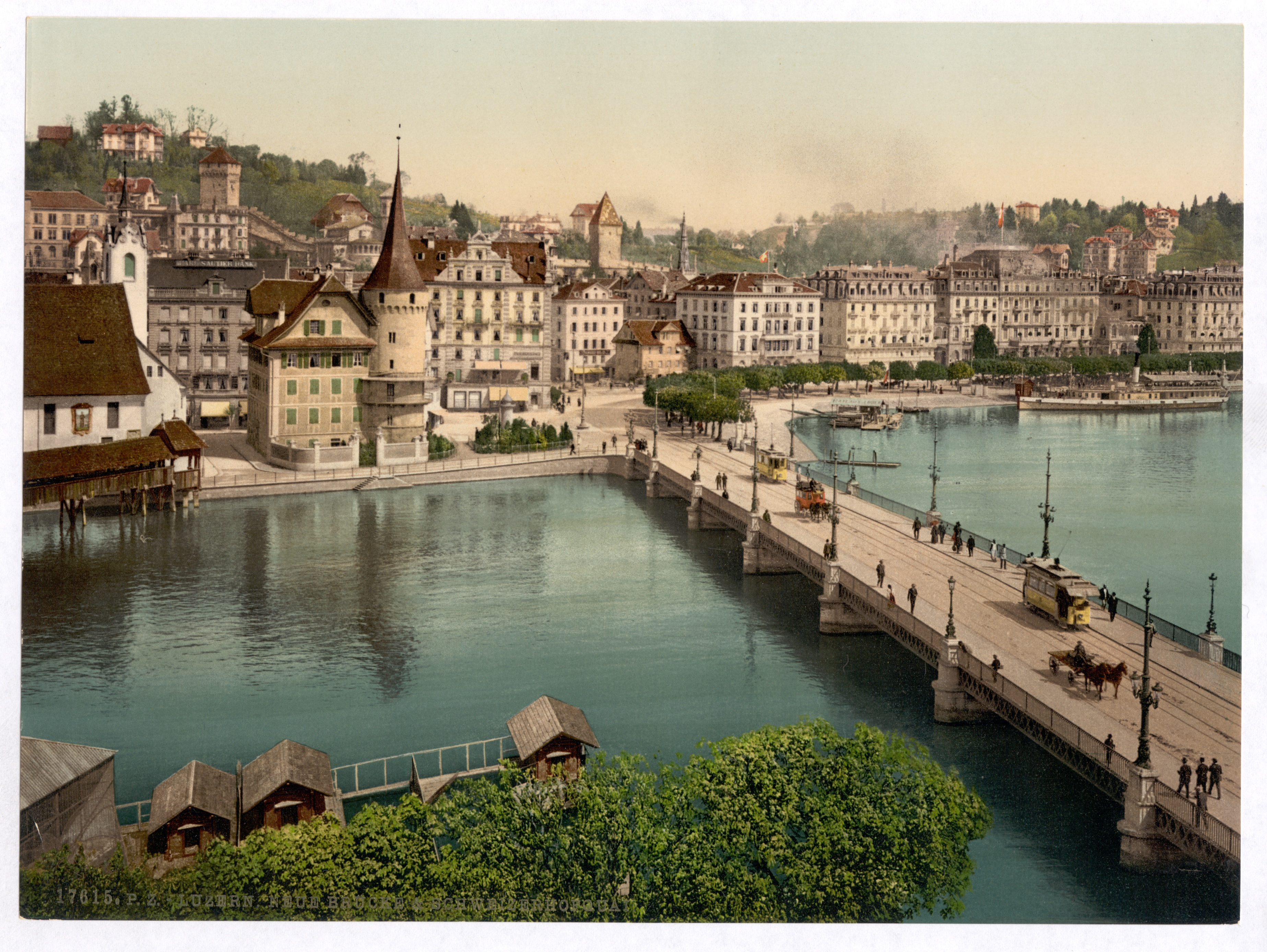
Il ponte di Lucerna sul lago con due automotrici tranviarie, circa 1905

L'azienda fu fondata nel settembre 1899 dall'amministrazione comunale di Lucerna per gestire la rete tranviaria cittadina che fu aperta al servizio pubblico l'8 dicembre dello stesso anno.
Il 7 dicembre 1941 fu aperta la prima linea filoviaria collegante la stazione di Lucerna al quartiere di Halle-Allmende. L'anno dopo, la società cambiò nome in Verkehrsbetriebe der Stadt Luzern (VBL) e proseguì nello sviluppo della rete filoviaria cittadina.
Tra il 1959 e il 1961, le due linee tranviarie furono convertite in filovie. In seguito, la rete di trasporto pubblico fu estesa potenziando le autolinee.
A seguito delle nuove norme estese in Svizzera sulla liberalizzazione del trasporto pubblico locale, la città di Lucerna decise di trasformare la VBL in società anonima e di cambiare il nome in Verkehrsbetriebe Luzern.
Nel dicembre 2012, la VBL presentò il progetto delle linee Rapid Bus (RBus) che servirono a potenziare la rete filoviaria e favorire l'aumento dei passeggeri. La prima filovia a cui furono adottate le specifiche delle RBus fu la linea 1, a partire dal 12 giugno 2014. L'ultima estensione della rete filoviaria avvenne il 9 dicembre 2019 quando la linea 1 fu estesa dal capolinea di Maihof al centro commerciale "Mall of Switzerland" di Ebikon.

## Esercizio

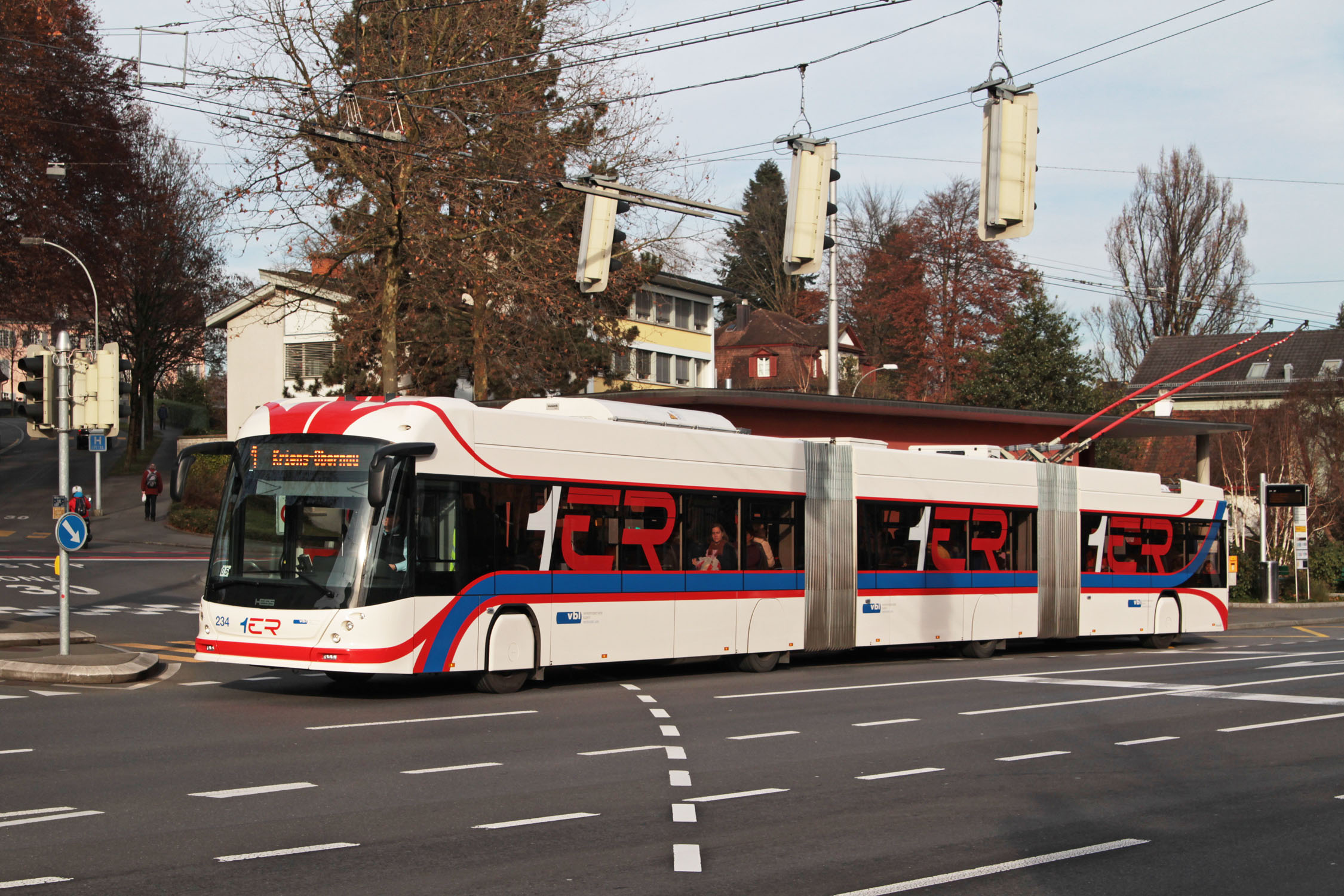
Il filobus Hess LighTram nr. 234 della VBL in livrea RBus

L'azienda gestisce trentatré linee, di cui sette filovie, diciassette autolinee, nove autolinee notturne.

### Linee RBus
- 1 Obernau-Ebikon
- 2 stazione ferroviaria-Emmenbrücke
- 8 Würzenbach-Hirtenhof

### Linee filoviarie
- 4 stazione ferroviaria-Hubelmatt
- 5 Kriens Busschleife-Emmenbrücke Bahnhof Süd
- 6 Büttenenhalde-Matthof
- 7 Unterlöchli-Biregghof